# 1. Fußball-Club Köln 01/07 2020-2021
Questa voce raccoglie le informazioni riguardanti il 1. Fußball-Club Köln 01/07 nelle competizioni ufficiali della stagione 2020-2021.

## Stagione
Nella stagione 2020-2021 il Colonia, allenato da Markus Gisdol e Friedhelm Funkel, concluse il campionato di Bundesliga al 16º posto e vinse i play-out con l'Holstein Kiel. In Coppa di Germania il Colonia fu eliminato agli ottavi di finale dal Jahn Ratisbona.

## Rosa
| N. |                       | Ruolo | Calciatore          |
| -- | --------------------- | ----- | ------------------- |
| 1  | Germania (bandiera)   | P     | Timo Horn           |
| 2  | Germania (bandiera)   | D     | Benno Schmitz       |
| 3  | Germania (bandiera)   | D     | Noah Katterbach     |
| 4  | Germania (bandiera)   | D     | Robert Voloder      |
| 5  | Germania (bandiera)   | D     | Rafael Czichos      |
| 6  | Germania (bandiera)   | C     | Marco Höger         |
| 7  | Nigeria (bandiera)    | A     | Tolu Arokodare      |
| 8  | Senegal (bandiera)    | D     | Ismail Jakobs       |
| 9  | Svezia (bandiera)     | A     | Sebastian Andersson |
| 11 | Austria (bandiera)    | A     | Florian Kainz       |
| 13 | Germania (bandiera)   | C     | Max Meyer           |
| 14 | Germania (bandiera)   | C     | Jonas Hector        |
| 15 | Grecia (bandiera)     | A     | Dīmītrīs Līmnios    |
| 16 | Germania (bandiera)   | P     | Ron-Robert Zieler   |
| 18 | Slovacchia (bandiera) | C     | Ondrej Duda         |

| N. |                     | Ruolo | Calciatore         |
| -- | ------------------- | ----- | ------------------ |
| 19 | Nigeria (bandiera)  | D     | Kingsley Ehizibue  |
| 20 | Germania (bandiera) | C     | Elvis Rexhbeçaj    |
| 21 | Turchia (bandiera)  | C     | Salih Özcan        |
| 22 | Spagna (bandiera)   | D     | Jorge Meré         |
| 23 | Germania (bandiera) | D     | Jannes Horn        |
| 24 | Germania (bandiera) | C     | Dominick Drexler   |
| 25 | Germania (bandiera) | A     | Tim Lemperle       |
| 26 | Serbia (bandiera)   | D     | Sava Čestić        |
| 28 | Tunisia (bandiera)  | C     | Ellyes Skhiri      |
| 29 | Germania (bandiera) | A     | Jan Thielmann      |
| 31 | Germania (bandiera) | C     | Marius Wolf        |
| 32 | Germania (bandiera) | P     | Julian Krahl       |
| 33 | Belgio (bandiera)   | D     | Sebastiaan Bornauw |
| 43 | Nigeria (bandiera)  | A     | Emmanuel Dennis    |
| 47 | Germania (bandiera) | A     | Marvin Obuz        |

## Organigramma societario
Area tecnica
- Preparatori atletici:
- Allenatore in seconda: Frank Kaspari, André Pawlak
- Preparatore dei portieri: Andreas Menger
- Analisi video: Hannes Dold, Denis Huckestein
- Allenatore: Friedhelm Funkel

## Calciomercato

### Sessione estiva
| Acquisti | Acquisti            | Acquisti          | Acquisti |
| R.       | Nome                | da                | Modalità |
| -------- | ------------------- | ----------------- | -------- |
| C        | Marius Wolf         | Borussia Dortmund |          |
| A        | Dīmītrīs Līmnios    | PAOK              |          |
| A        | Tolu Arokodare      | Valmiera          |          |
| C        | Ondrej Duda         | Hertha Berlino    |          |
| A        | Sebastian Andersson | Union Berlino     |          |
| D        | Frederik Sørensen   | Young Boys        |          |
| P        | Ron-Robert Zieler   | Hannover 96       |          |
| C        | Tomáš Ostrák        | Hartberg          |          |
| D        | Yann Bisseck        | Roda JC           |          |
| D        | Jannes Horn         | Hannover 96       |          |
| C        | Salih Özcan         | Holstein Kiel     |          |
| C        | Louis Schaub        | Amburgo           |          |
| D        | Lasse Sobiech       | R.E. Mouscron     |          |

| Cessioni | Cessioni           | Cessioni            | Cessioni |
| R.       | Nome               | a                   | Modalità |
| -------- | ------------------ | ------------------- | -------- |
| C        | Louis Schaub       | Lucerna             |          |
| A        | Jhon Córdoba       | Hertha Berlino      |          |
| D        | Lasse Sobiech      | Zurigo              |          |
| A        | Simon Terodde      | Amburgo             |          |
| C        | Marcel Risse       | Viktoria Colonia    |          |
| P        | Brady Scott        | Sacramento Republic |          |
| C        | Tomáš Ostrák       | Karviná             |          |
| C        | Kingsley Schindler | Hannover 96         |          |
| D        | Yann Bisseck       | Vitória Guimarães   |          |
| C        | Niklas Hauptmann   | Holstein Kiel       |          |
| D        | Toni Leistner      | QPR                 |          |
| A        | Mark Uth           | Schalke 04          |          |
| C        | Birger Verstraete  | Anversa             |          |
| D        | Robert Voloder     | Colonia II          |          |

### Sessione invernale
| Acquisti | Acquisti        | Acquisti       | Acquisti |
| R.       | Nome            | da             | Modalità |
| -------- | --------------- | -------------- | -------- |
| C        | Max Meyer       | Crystal Palace |          |
| A        | Emmanuel Dennis | Club Bruges    |          |

| Cessioni | Cessioni          | Cessioni      | Cessioni |
| R.       | Nome              | a             | Modalità |
| -------- | ----------------- | ------------- | -------- |
| A        | Anthony Modeste   | Saint-Étienne |          |
| D        | Frederik Sørensen | Pescara       |          |
| C        | Christian Clemens | Darmstadt     |          |

## Risultati

### Bundesliga

#### Girone di andata
| Arbitro: | Siebert |

|                           |           |                              |
| Andersson 22’ Drexler 86’ | Marcatori | 3’, 45’ (rig.), 90’ Kramarić |

| Arbitro: | Ittrich |

|                |           |  |
| Edmundsson 78’ | Marcatori |  |

| Arbitro: | Fritz |

|               |           |                                       |
| Rexhbeçaj 84’ | Marcatori | 14’ Pléa 16’ Lainer 56’ (rig.) Stindl |

| Arbitro: | Jablonski |

|          |           |                  |
| Duda 52’ | Marcatori | 45’ (rig.) Silva |

| Arbitro: | Winkmann |

|            |           |                      |
| Mangala 1’ | Marcatori | 23’ (rig.) Andersson |

| Arbitro: | Willenborg |

|             |           |                              |
| Drexler 82’ | Marcatori | 13’ (rig.) Müller 45’ Gnabry |

| Arbitro: | Badstübner |

|                        |           |                      |
| Bittencourt 82’ (rig.) | Marcatori | 67’ (aut.) Moisander |

| Arbitro: | Stieler |

|            |           |                       |
| Skhiri 36’ | Marcatori | 27’ Awoniyi 72’ Kruse |

| Arbitro: | Aarnink |

|            |           |                |
| Hazard 74’ | Marcatori | 9’, 60’ Skhiri |

| Arbitro: | Jablonski |

|                        |           |                         |
| Thielmann 18’ Duda 43’ | Marcatori | 29’ Arnold 47’ Weghorst |

| Arbitro: | Zwayer |

|  |           |               |
|  | Marcatori | 55’ Rexhbeçaj |

| Arbitro: | Stieler |

|  |           |                                          |
|  | Marcatori | 8’ Weiser 10’ Diaby 54’ Schick 59’ Wirtz |

| Lipsia 19 dicembre 2020, ore 15:30 CET 13ª giornata | RB Lipsia | 0 – 0 referto | Colonia | Red Bull Arena (0 spett.)\| Arbitro: \| Brych \| |
| Arbitro:                                            | Brych     |               |         |                                                  |

| Arbitro: | Storks |

|  |           |          |
|  | Marcatori | 77’ Iago |

| Arbitro: | Schröder |

|                                                            |           |  |
| Demirović 18’ Höfler 39’ Sallai 59’ Lienhart 69’ Höler 79’ | Marcatori |  |

| Colonia 16 gennaio 2021, ore 15:30 CET 16ª giornata | Colonia    | 0 – 0 referto | Hertha Berlino | RheinEnergieStadion (0 spett.)\| Arbitro: \| Willenborg \| |
| Arbitro:                                            | Willenborg |               |                |                                                            |

| Arbitro: | Siebert |

|           |           |                           |
| Hoppe 57’ | Marcatori | 31’ Czichos 90’ Thielmann |

#### Girone di ritorno
| Arbitro: | Jablonski |

|                                                |           |  |
| Kramarić 7’ (rig.), 75’ (rig.) Baumgartner 28’ | Marcatori |  |

| Arbitro: | Zwayer |

|                             |           |             |
| Wolf 10’, 28’ Rexhbeçaj 63’ | Marcatori | 72’ Córdova |

| Arbitro: | Dingert |

|             |           |                   |
| Neuhaus 16’ | Marcatori | 3’, 55’ Rexhbeçaj |

| Arbitro: | Willenborg |

|                       |           |  |
| Silva 57’ N'Dicka 79’ | Marcatori |  |

| Arbitro: | Cortus |

|  |           |               |
|  | Marcatori | 49’ Kalajdžić |

| Arbitro: | Petersen |

|                                                        |           |            |
| Choupo-Moting 18’ Lewandowski 33’, 65’ Gnabry 82’, 86’ | Marcatori | 49’ Skhiri |

| Arbitro: | Jöllenbeck |

|            |           |             |
| Hector 83’ | Marcatori | 66’ Sargent |

| Arbitro: | Aytekin |

|                              |           |                 |
| Kruse 48’ (rig.) Trimmel 67’ | Marcatori | 45’ (rig.) Duda |

| Arbitro: | Siebert |

|                            |           |                 |
| Duda 35’ (rig.) Jakobs 65’ | Marcatori | 3’, 90’ Haaland |

| Arbitro: | Hartmann |

|             |           |  |
| Brekalo 69’ | Marcatori |  |

| Arbitro: | Brych |

|                            |           |                                      |
| Duda 43’ (rig.) Skhiri 61’ | Marcatori | 11’ Boëtius 65’ Onisiwo 90’ Barreiro |

| Arbitro: | Storks |

|                          |           |  |
| Bailey 5’, 76’ Diaby 51’ | Marcatori |  |

| Arbitro: | Willenborg |

|                 |           |             |
| Hector 46’, 60’ | Marcatori | 59’ Haïdara |

| Arbitro: | Petersen |

|                      |           |                        |
| Gumny 54’ Vargas 62’ | Marcatori | 8’, 33’ Duda 23’ Kainz |

| Arbitro: | Fritz |

|               |           |                                                 |
| Andersson 49’ | Marcatori | 18’ Petersen 20’ Demirović 90’ Grifo 90’ Schmid |

| Berlino 15 maggio 2021, ore 15:30 CEST 33ª giornata | Hertha Berlino | 0 – 0 referto | Colonia | Stadio Olimpico (0 spett.)\| Arbitro: \| Aytekin \| |
| Arbitro:                                            | Aytekin        |               |         |                                                     |

| Arbitro: | Siebert |

|             |           |  |
| Bornauw 86’ | Marcatori |  |

### Spareggio promozione-retrocessione
| Arbitro: | Zwayer |

|  |           |            |
|  | Marcatori | 59’ Lorenz |

| Arbitro: | Aytekin |

|        |           |                                                    |
| Lee 4’ | Marcatori | 3’ Hector 6’, 13’ Andersson 39’ Czichos 84’ Skhiri |

### Coppa di Germania
| Arbitro: | Thomsen |

|  |           |                                                                        |
|  | Marcatori | 17’ (rig.) Hector 36’, 63’ Rexhbeçaj 43’ Czichos 68’ Özcan 85’ Drexler |

| Arbitro: | Hartmann |

|             |           |  |
| Modeste 45’ | Marcatori |  |

| Arbitro: | Hartmann |

|                                           |                      |                                   |
| Kennedy 35’ George 43’                    | Marcatori            | 4’ Jakobs 22’ Dennis              |
| Wekesser Gimber Albers Vrenezi Besuschkow | Tiri di rigore 4 – 3 | Czichos Özcan Arokodare Meré Horn |

## Statistiche

### Statistiche di squadra
| Competizione                       | Punti | In casa | In casa | In casa | In casa | In casa | In casa | In trasferta | In trasferta | In trasferta | In trasferta | In trasferta | In trasferta | Totale | Totale | Totale | Totale | Totale | Totale | DR  |
| Competizione                       | Punti | G       | V       | N       | P       | Gf      | Gs      | G            | V            | N            | P            | Gf           | Gs           | G      | V      | N      | P      | Gf     | Gs     | DR  |
| ---------------------------------- | ----- | ------- | ------- | ------- | ------- | ------- | ------- | ------------ | ------------ | ------------ | ------------ | ------------ | ------------ | ------ | ------ | ------ | ------ | ------ | ------ | --- |
| Bundesliga                         | 33    | 17      | 3       | 5       | 9       | 20      | 31      | 17           | 5            | 4            | 8            | 14           | 29           | 34     | 8      | 9      | 17     | 34     | 60     | -26 |
| Spareggio promozione-retrocessione | -     | 1       | 0       | 0       | 1       | 0       | 1       | 1            | 1            | 0            | 0            | 5            | 1            | 2      | 1      | 0      | 1      | 5      | 2      | +3  |
| Coppa di Germania                  | -     | 1       | 1       | 0       | 0       | 1       | 0       | 2            | 1            | 1            | 0            | 8            | 2            | 3      | 2      | 1      | 0      | 9      | 2      | +7  |
| Totale                             | 33    | 19      | 4       | 5       | 10      | 21      | 32      | 20           | 7            | 5            | 8            | 27           | 32           | 39     | 11     | 10     | 18     | 48     | 64     | -16 |

### Andamento in campionato
| Giornata  | 1  | 2  | 3  | 4  | 5  | 6  | 7  | 8  | 9  | 10 | 11 | 12 | 13 | 14 | 15 | 16 | 17 | 18 | 19 | 20 | 21 | 22 | 23 | 24 | 25 | 26 | 27 | 28 | 29 | 30 | 31 | 32 | 33 | 34 |
| --------- | -- | -- | -- | -- | -- | -- | -- | -- | -- | -- | -- | -- | -- | -- | -- | -- | -- | -- | -- | -- | -- | -- | -- | -- | -- | -- | -- | -- | -- | -- | -- | -- | -- | -- |
| Luogo     | C  | T  | C  | C  | T  | C  | T  | C  | T  | C  | T  | C  | T  | C  | T  | C  | T  | T  | C  | T  | T  | C  | T  | C  | T  | C  | T  | C  | T  | C  | T  | C  | T  | C  |
| Risultato | P  | P  | P  | N  | N  | P  | N  | P  | V  | N  | V  | P  | N  | P  | P  | N  | V  | P  | V  | V  | P  | P  | P  | N  | P  | N  | P  | P  | P  | V  | V  | P  | N  | V  |
| Posizione | 12 | 16 | 16 | 16 | 16 | 16 | 16 | 17 | 15 | 15 | 15 | 15 | 15 | 15 | 16 | 16 | 16 | 16 | 14 | 14 | 14 | 14 | 14 | 14 | 14 | 16 | 16 | 17 | 17 | 17 | 17 | 17 | 17 | 16 |

Legenda:

Luogo: C = Casa; T = Trasferta. Risultato: V = Vittoria; N = Pareggio; P = Sconfitta.

### Statistiche dei giocatori
| Giocatore     | Bundesliga | Bundesliga | Bundesliga  | Bundesliga | Spareggio | Spareggio | Spareggio   | Spareggio  | Coppa di Germania | Coppa di Germania | Coppa di Germania | Coppa di Germania | Totale   | Totale | Totale      | Totale     |
| Giocatore     | Presenze   | Reti       | Ammonizioni | Espulsioni | Presenze  | Reti      | Ammonizioni | Espulsioni | Presenze          | Reti              | Ammonizioni       | Espulsioni        | Presenze | Reti   | Ammonizioni | Espulsioni |
| ------------- | ---------- | ---------- | ----------- | ---------- | --------- | --------- | ----------- | ---------- | ----------------- | ----------------- | ----------------- | ----------------- | -------- | ------ | ----------- | ---------- |
| S. Andersson  | 16         | 3          | 1           | 0          | 2         | 2         | 0           | 0          | 0                 | 0                 | 0                 | 0                 | 18       | 5      | 1           | 0          |
| T. Arokodare  | 10         | 0          | 0           | 0          | 0         | 0         | 0           | 0          | 1                 | 0                 | 0                 | 0                 | 11       | 0      | 0           | 0          |
| S. Bornauw    | 24         | 1          | 3           | 0          | 2         | 0         | 1           | 0          | 2                 | 0                 | 1                 | 0                 | 28       | 1      | 5           | 0          |
| C. Clemens    | 0          | 0          | 0           | 0          | 0         | 0         | 0           | 0          | 0                 | 0                 | 0                 | 0                 | 0        | 0      | 0           | 0          |
| R. Czichos    | 28         | 1          | 7           | 0          | 2         | 1         | 1           | 0          | 2                 | 1                 | 1                 | 0                 | 32       | 3      | 9           | 0          |
| J. Córdoba    | 0          | 0          | 0           | 0          | 0         | 0         | 0           | 0          | 0                 | 0                 | 0                 | 0                 | 0        | 0      | 0           | 0          |
| E. Dennis     | 9          | 0          | 0           | 0          | 0         | 0         | 0           | 0          | 1                 | 1                 | 0                 | 0                 | 10       | 1      | 0           | 0          |
| D. Drexler    | 27         | 2          | 1           | 0          | 2         | 0         | 0           | 0          | 2                 | 1                 | 0                 | 0                 | 31       | 3      | 1           | 0          |
| O. Duda       | 32         | 7          | 6           | 1          | 2         | 0         | 0           | 0          | 2                 | 0                 | 0                 | 0                 | 36       | 7      | 6           | 1          |
| K. Ehizibue   | 21         | 0          | 5           | 0          | 1         | 0         | 0           | 0          | 1                 | 0                 | 0                 | 0                 | 23       | 0      | 5           | 0          |
| J. Hector     | 19         | 3          | 2           | 0          | 2         | 1         | 0           | 0          | 2                 | 1                 | 1                 | 0                 | 23       | 5      | 3           | 0          |
| J. Horn       | 29         | 0          | 6           | 0          | 1         | 0         | 1           | 0          | 2                 | 0                 | 0                 | 0                 | 32       | 0      | 7           | 0          |
| T. Horn       | 34         | 0          | 0           | 0          | 2         | 0         | 1           | 0          | 3                 | 0                 | 0                 | 0                 | 39       | 0      | 1           | 0          |
| M. Höger      | 3          | 0          | 0           | 0          | 0         | 0         | 0           | 0          | 1                 | 0                 | 0                 | 0                 | 4        | 0      | 0           | 0          |
| I. Jakobs     | 23         | 1          | 5           | 0          | 2         | 0         | 0           | 0          | 2                 | 1                 | 1                 | 0                 | 27       | 2      | 6           | 0          |
| F. Kainz      | 8          | 1          | 1           | 0          | 1         | 0         | 0           | 0          | 0                 | 0                 | 0                 | 0                 | 9        | 1      | 1           | 0          |
| N. Katterbach | 21         | 0          | 1           | 0          | 1         | 0         | 1           | 0          | 3                 | 0                 | 0                 | 0                 | 25       | 0      | 2           | 0          |
| J. Krahl      | 0          | 0          | 0           | 0          | 0         | 0         | 0           | 0          | 0                 | 0                 | 0                 | 0                 | 0        | 0      | 0           | 0          |
| T. Lemperle   | 0          | 0          | 0           | 0          | 0         | 0         | 0           | 0          | 1                 | 0                 | 0                 | 0                 | 1        | 0      | 0           | 0          |
| D. Līmnios    | 12         | 0          | 0           | 0          | 0         | 0         | 0           | 0          | 1                 | 0                 | 0                 | 0                 | 13       | 0      | 0           | 0          |
| J. Meré       | 16         | 0          | 2           | 0          | 1         | 0         | 0           | 0          | 3                 | 0                 | 0                 | 0                 | 20       | 0      | 2           | 0          |
| M. Meyer      | 10         | 0          | 0           | 0          | 1         | 0         | 0           | 0          | 1                 | 0                 | 0                 | 0                 | 12       | 0      | 0           | 0          |
| A. Modeste    | 8          | 0          | 1           | 0          | 0         | 0         | 0           | 0          | 1                 | 1                 | 0                 | 0                 | 9        | 1      | 1           | 0          |
| M. Obuz       | 0          | 0          | 0           | 0          | 0         | 0         | 0           | 0          | 0                 | 0                 | 0                 | 0                 | 0        | 0      | 0           | 0          |
| E. Rexhbeçaj  | 30         | 5          | 4           | 0          | 0         | 0         | 0           | 0          | 3                 | 2                 | 0                 | 0                 | 33       | 7      | 4           | 0          |
| B. Schmitz    | 12         | 0          | 0           | 0          | 1         | 0         | 0           | 0          | 2                 | 0                 | 1                 | 0                 | 15       | 0      | 1           | 0          |
| E. Skhiri     | 32         | 5          | 5           | 0          | 2         | 1         | 1           | 0          | 3                 | 0                 | 0                 | 0                 | 37       | 6      | 6           | 0          |
| F. Sørensen   | 3          | 0          | 2           | 0          | 0         | 0         | 0           | 0          | 0                 | 0                 | 0                 | 0                 | 3        | 0      | 2           | 0          |
| J. Thielmann  | 24         | 2          | 0           | 0          | 2         | 0         | 1           | 0          | 2                 | 0                 | 0                 | 0                 | 28       | 2      | 1           | 0          |
| R. Voloder    | 0          | 0          | 0           | 0          | 0         | 0         | 0           | 0          | 0                 | 0                 | 0                 | 0                 | 0        | 0      | 0           | 0          |
| M. Wolf       | 31         | 2          | 3           | 0          | 2         | 0         | 1           | 0          | 2                 | 0                 | 0                 | 0                 | 35       | 2      | 4           | 0          |
| R. Zieler     | 1          | 0          | 0           | 0          | 0         | 0         | 0           | 0          | 0                 | 0                 | 0                 | 0                 | 1        | 0      | 0           | 0          |
| S. Özcan      | 28         | 0          | 3           | 0          | 1         | 0         | 0           | 0          | 3                 | 1                 | 0                 | 0                 | 32       | 1      | 3           | 0          |
| S. Čestić     | 11         | 0          | 3           | 0          | 0         | 0         | 0           | 0          | 0                 | 0                 | 0                 | 0                 | 11       | 0      | 3           | 0          |